# A Melhor Mãe do Mundo
A Melhor Mãe do Mundo é um filme de drama brasileiro com produção assinada pela Biônica Filmes, com distribuição da Galeria Distribuidora. Foi lançado em 7 de agosto de 2025. O longa é dirigido por Anna Muylaert, com roteiro assinado pela própria diretora em colaboração com Grace Passô e Mariana Jaspe.
O filme é estrelado por Shirley Cruz, e conta ainda com Seu Jorge, Katiuscia Canoro, Rihanna Barbosa e Luedji Luna no elenco. A Melhor Mãe do Mundo teve sua estreia mundial no Festival Internacional de Cinema de Berlim, integrando a seleção oficial na mostra Berlinale Special.

## Sinopse
Gal (Shirley Cruz) é uma catadora de recicláveis que decide fugir dos abusos de seu marido Leandro (Seu Jorge) após ser ignorada pela polícia ao denunciá-lo. Para proteger seus filhos, Rihanna e Benin, ela os coloca em sua carroça e parte em uma jornada pelas ruas de São Paulo. Para preservar a inocência das crianças, Gal transforma essa fuga em uma "grande aventura", enquanto enfrenta os desafios da rua, buscando um futuro melhor para sua família.

## Elenco
| Ator/Atriz       | Personagem |
| ---------------- | ---------- |
| Shirley Cruz     | Gal        |
| Seu Jorge        | Leandro    |
| Katiuscia Canoro | Tatiana    |
| Rihanna Barbosa  | Rihanna    |
| Luedji Luna      | Bia        |

## Lançamento
O filme teve sua estreia mundial no Festival Internacional de Cinema de Berlim 2025 fazendo parte da seleção oficial, na mostra Berlinale Special.

## Recepção
Em sua crítica para o Omelete, Caio Coletti destacou que "para o bem e para o mal, A Melhor Mãe do Mundo não foge da miséria de folhetim".  Já na Folha de S.Paulo, Sérgio Alpendre destacou em seu comentário que "Anna Muylaert se recupera de fiasco ".
No YouTube, Isabela Boscov avaliou como "um drama delicado". Na Rolling Stone (Brasil), Angelo Cordeiro concluiu sua resenha escrevendo que "Gal [Shirley Cruz] carrega o mundo nas costas, não como heroína mítica, mas como tantas mulheres que seguem caminhando, mesmo quando ninguém as vê."

## Prêmios e indicações
| Ano  | Cerimonia                                       | Categoria                                                    | Indicado                         | Resultado | Ref.   |
| ---- | ----------------------------------------------- | ------------------------------------------------------------ | -------------------------------- | --------- | ------ |
| 2025 | Festival Internacional de Cinema de Guadalajara | Melhor Filme Ibero-americano                                 | A Melhor Mãe do Mundo            | Indicado  | [ 11 ] |
| 2025 | Festival Internacional de Cinema de Guadalajara | Melhor Roteiro                                               | Anna Muylaert                    | Venceu    | [ 12 ] |
| 2025 | Festival Internacional de Cinema de Guadalajara | Melhor Fotografia                                            | Lílis Soares                     | Venceu    | [ 13 ] |
| 2025 | Festival Internacional de Cinema de Guadalajara | Melhor Atuação                                               | Shirley Cruz                     | Venceu    | [ 14 ] |
| 2025 | Cine PE                                         | Melhor Filme                                                 | A Melhor Mãe do Mundo            | Venceu    | [ 15 ] |
| 2025 | Cine PE                                         | Melhor Roteiro                                               | Anna Muylaert                    | Venceu    | [ 15 ] |
| 2025 | Cine PE                                         | Melhor Montagem                                              | Fernando Stutz                   | Venceu    | [ 16 ] |
| 2025 | Cine PE                                         | Melhor Atriz Coadjuvante                                     | Rejane Farias                    | Venceu    | [ 16 ] |
| 2025 | Cine PE                                         | Melhor Atriz                                                 | Shirley Cruz                     | Venceu    | [ 16 ] |
| 2025 | Festival Goiamum Audiovisual                    | Melhor Filme                                                 | A Melhor Mãe do Mundo            | Venceu    | [ 17 ] |
| 2025 | Festival Goiamum Audiovisual                    | Melhor Roteiro                                               | Anna Muylaert                    | Venceu    | [ 17 ] |
| 2025 | Festival Goiamum Audiovisual                    | Melhor Atuação                                               | Shirley Cruz                     | Venceu    | [ 17 ] |
| 2025 | Festival Goiamum Audiovisual                    | Melhor Direção de Arte                                       | Maíra Mesquita e Juliana Ribeiro | Venceu    | [ 17 ] |
| 2025 | Festival Goiamum Audiovisual                    | Melhor Som                                                   | Ricardo Reis                     | Venceu    | [ 17 ] |
| 2025 | Festival de Cinema de Jerusalém                 | Prêmio Cummings para a Competição Spirit of Freedom          | A Melhor Mãe do Mundo            | Venceu    | [ 18 ] |
| 2025 | Festival de Cinema Sul-Americano de Bonito      | Melhor Longa-Metragem Sul-Americano (Prêmio do Juri Popular) | A Melhor Mãe do Mundo            | Venceu    | [ 19 ] |